# Heideveld (Le Cap)
Pour les articles homonymes, voir Heideveld.

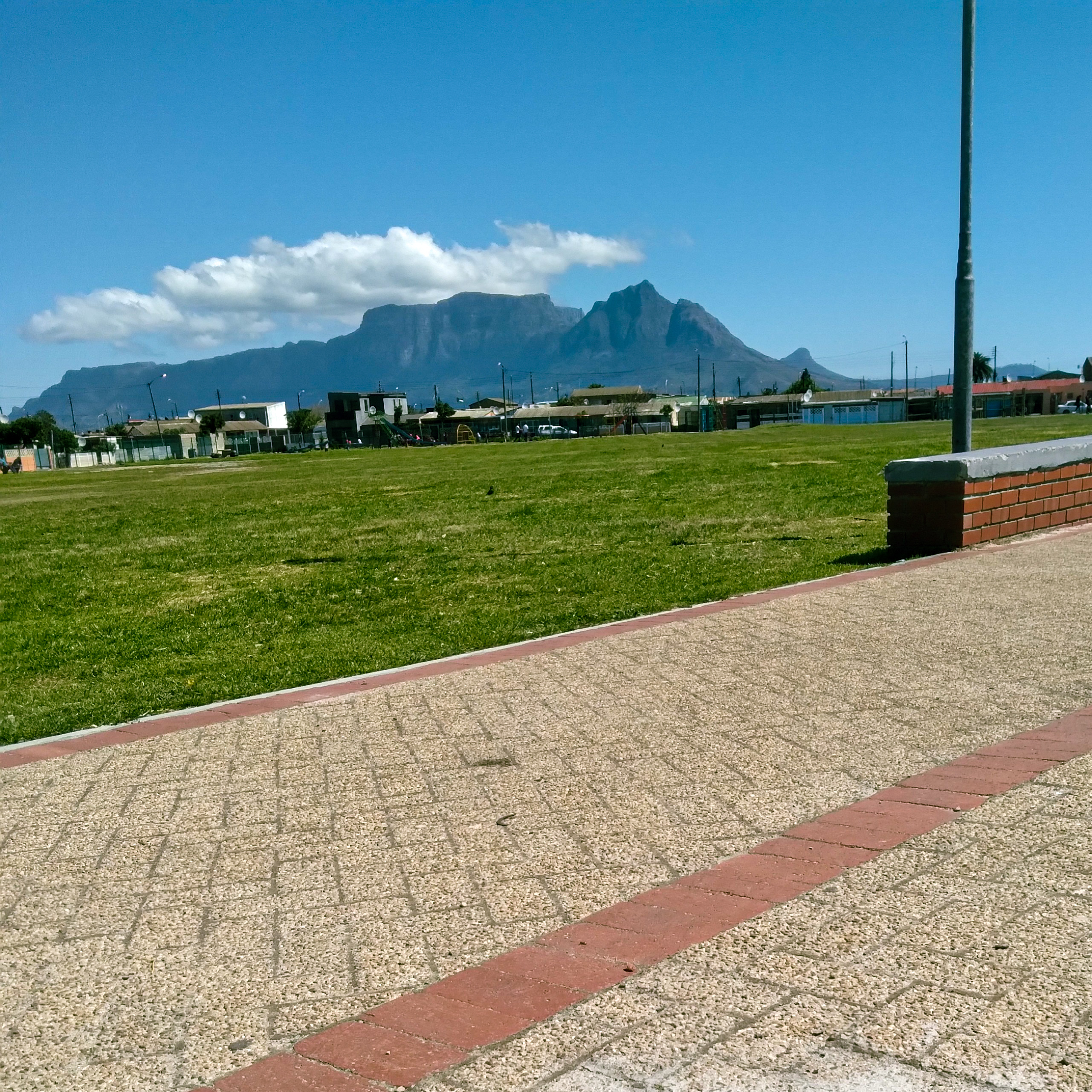
Parc Cockscomb, Heideveld

Heideveld est une banlieue du Cap, en Afrique du Sud, située à Athlone.
Heideveld tire son nom du fait que la région avait de grands pâturages (ou champ qui se traduit par Veld en afrikaans) où une fleur populaire Heide Blommetjie était abondante. La région était autrefois une ferme laitière et les vaches paissaient parmi les Heide Blommetjies.

## Localisation
Heideveld est situé dans la région métropolitaine du Cap. 
Quartier de la banlieue est d'Athlone, Heideveld est situé au sud de Settlers way, au nord de Kliptontein road, à l'est de la 5th street et à l'ouest de la ligne de chemin de fer et de la gare de Heideveld Station. Il est notamment adjacent des quartiers de Vanguard, de Surrey et de Welcome.
Bien que Heideveld soit aussi voisin de Manenberg, une région connue pour ses taux de criminalité élevés, la criminalité à Heideveld est très faible.
Selon les rumeurs, la région était une zone agricole avec une source d'eau, car les plantes qui poussent près des lacs et des étangs ont tendance à pousser d'elles-mêmes.[réf. nécessaire]

## Équipements publics
Heideveld dispose de plusieurs installations publiques dont un hôpital de jour, situé sur la route principale de Heidveld Road en face des appartements principaux, une gare, cinq écoles primaires (l'école primaire Woodlands à Heideveld, l'école primaire Vanguard, l'école primaire Estate Welcome à Welcome, l'école primaire Estate Heideveld sur Modderdam Road et l'école primaire Surrey à Surry Estate, Heideveld Primary, Willows Primary) et deux lycées  (Cathkin High et Heideveld High).
Un grand terrain de football accueille une ligue annuelle le dimanche. Les joueurs se composent des zones environnantes telles que Surrey Estate, Gatesvile, Rylands, etc. Les maisons de Vanguard sont les plus grandes de la région et leur architecture est différente. Il est considéré comme plus riche que d'autres régions de Heideveld. La région compte un certain nombre de parcs publics, comme le parc de Cockscomb Road, qui a été modernisé pour inclure une piste de course et une piste de football avec une salle de sport et un parc en bois. On y trouve également du granit naturel. Certains arbres de la région abritent des oiseaux Weaver. Il y a aussi un pont piétonnier qui permet aux résidents de Gugulethu de passer plus facilement et en toute sécurité, car beaucoup traversent la zone pour l'école, le travail et le shopping.
Le quartier abrite également des dépanneurs, des quincailleries et des cabinets dentaires. Il a également une bibliothèque, un centre civil et un bureau de poste. Les routes et les trottoirs de la région ont été fortement améliorés et les écoles primaires Willows et Heideveld ont été entièrement reconstruites pour devenir modernes et de meilleure qualité qu'auparavant. Sa construction et la construction de la passerelle sont les améliorations les plus importantes des zones. aussi plus pourrait être fait, comme une mise à niveau de la bibliothèque. Le quartier est généralement calme depuis la création des appartements. La région est principalement musulmane et chrétienne avec de nombreuses églises et mosquées dans la région avec une petite communauté hindoue.
La majeure partie de l'activité économique de Heideveld est centrée autour de Chain Food Land, Vangate Mall et Gatesville. La région a le potentiel de terres pour les améliorations et l'embellissement jusqu'à présent, aucun effort n'a été fait.